# Йока, Тони
Энтони 'Тони' Виктор Джеймс Йока (фр. Anthony ‘Tony’ Victor James Yoka, род. 28 апреля 1992, Париж, Франция) — французский боксёр-профессионал, выступающий в тяжёлой весовой категории. Олимпийский чемпион (2016), чемпион мира (2015), бронзовый призёр Европейских игр (2015), чемпион юношеских Олимпийских игр (2010) и чемпионата мира среди юниоров (2010) в любителях. Среди профессионалов бывший чемпион Евросоюза по версии EBU (2021) в тяжёлом весе.
Проспект года по версии WBC (2018). Чемпион Европы по версии EBU (2021—н.в.).
Лучшая позиция по рейтингу BoxRec — 12-я (декабрь 2020) и является 1-м среди французских боксёров тяжёлой весовой категории, — входя в ТОП-15 лучших тяжеловесов всего мира.

## Биография
Родился 28 апреля 1992 года в Париже (Франция).

## Любительская карьера
В 2010 году стал чемпионом юношеских Олимпийских игр в Сингапуре, победив в финале новозеландского боксёра Джозефа Паркера, а затем серебряным призёром чемпионата мира среди юниоров.
В 2012 году Тони участвовал в летних Олимпийских играх в Лондоне, выступая в супертяжёлом весе (свыше 91 кг), но занял только 9-е место, проиграв в первом же бою (со счётом 16:16+) канадскому боксёру Саймону Кину.
В 2013 году Тони в Казахстане встретился с олимпийским чемпионом 2008 года Роберто Каммарелле и проиграл по очкам.
В июне 2015 года завоевал бронзовую медаль I-х Европейских игр.
В октябре 2015 года стал чемпионом мира на чемпионате мира в Дохе, победив в финале Ивана Дычко.
В 2016 году стал чемпионом в супертяжелом весе летних Олимпийских игр в Рио-де-Жанейро. В полуфинале Тони победил Филипа Хрговича раздельным решением судей, а в финале в близком бою победил Джозефа Джойса раздельным решением судей.
Со слов Йоки он трижды встречался с Джойсом в любителях: первый бой проиграл, а 2 следующих выиграл.

## Профессиональная карьера
В январе 2017 года подписал промоутерский контракт с компанией Hayemaker Ringstar, которую накануне основали бывший чемпион мира в первом тяжелом и супертяжелом весах британец Дэвид Хэй и известный швейцарский промоутер Риxард Шефер.
Готовится Йока к профи-поединкам под чутким руководством специалиста из Калифорнии Вирджила Хантера, больше всего известного по работе с Андре Уордом и Амиром Ханом.
Дебютировал на профессиональном ринге 2 июня 2017 года в парижском Дворце спорта. Его соперник Трэвис Кларк (12-0, 8 KO) — 38-летний покрытый татуировками слаггер из США, успевший завоевать звание чемпиона штата Западная Вирджиния.
6 октября 2017 года встретился с Джонатаном Райсом (7-3-1, 4 KO). Взяв время на разведку в 1-м раунде, Йока стал поактивнее во 2-м, а в 3-м, осмелев, ответил уже и Райс. В 4-й трёхминутке джорнимен начал отпускать шутки в ринге, а в 5-м стал «наглеть» пуще прежнего, пытаясь время от времени устроить махач. В 6 раунде Йока отправил в нокдаун Джонатана на отходе сдвоенным силовым джебом. Райс не стушевался и в ответ мощно достал фаворита, отбросив того на канаты. В итоге Йока победил единогласным решением судей: 60—54 и дважды 58—56.

### Допинговый скандал
В марте 2018 года стало известно что спортсмен Тони Йока дисквалифицирован на один год во Франции за нарушение антидопинговых правил. Боксёр наказан за пропуск трёх допинг-тестов.
В мае 2019 года Тони Йока подписал соглашение с менеджером Джеймсом Принсом, который известен по плодотворной работе с такими экс-чемпионами как: Андре Уорд, Флойд Мэйуэзер-младший и топ-проспектом Шакуром Стивенсоном. И не хочет тратить время на поединки с ребятами, в победе над которыми он уверен до боя. Ему нужен вызовы, где он может испытать себя. Он собирается драться за титулы и быстро двигаться в рейтингах к чемпионству.

### Бой с Жоаном Дюопа
25 сентября 2020 года на La Defense Арена в пригороде Парижа (Франция) Йока победил техническим нокаутом в 1-м же раунде опытного соотечественника и бывшим претендента на титул чемпиона мира Жоана Дюопа (38-5), но команда Дюопа была возмущена ранней остановкой боя и добивается отмены боя. Считая что во втором падении Дюопа всего-лишь поскользнулся и потерял равновесие, он не был в нокауте и был в состоянии продолжать бой, при этом рефери не отсчитал нокдаун и не разобравшись в ситуации сразу же остановил поединок.

### Бой с Кристианом Хаммером
27 ноября 2020 года в Нанте (Франция), в бою одержал победу единогласным решением судей (счёт: 100—89, 100—89, 100—89) над опытным румыном из Германии Кристианом Хаммером (25-6).

### Бой с Джоэлем Тамбве Джеко
5 марта 2021 года в Нанте (Франция) досрочно техническим нокаутом в 12-м раунде победил опытного бельгийца Джоэля Тамбве Джеко (17-2-1), и завоевал вакантный титул чемпиона Евросоюза по версии EBU в тяжёлом весе.
10 сентября 2021 года досрочно техническим нокаутом в 7-м раунде победил опытного небитого хорвата Петара Миласа (15-0).

### Бой с Мартином Баколе
14 мая 2022 года в Париже проиграл бой Мартину Баколе. Баколе отправил соперника в нокдаун уже в первом раунде, и затем уверенно владел преимуществом. В пятом раунде французу был отсчитан еще один нокдаун, и эти два нокдауна спасли Баколе от домашнего судейства, так как счет судейских записок составил 96—92, 95—93 и 94—94.

### Бой с Карлосом Такамом
11 марта 2023 года в Париже (Франция) сенсационно проиграл 42-летнему ветерану-соотечественнику и экс-претенденту на мировой титул Карлосу Такаму (40-7-1). Заняв центр ринга, опытный Такам был более активен, бил правый хук и размашистые оверхенды. Йока, шедший у букмекеров явным фаворитом, много работал джебом и отступал. В третьем раунде у Тони прошел отличный крюк справа, на который его оппонент ответил апперкотом. А уже в следующей трехминутке Карлос здорово отработал по корпусу и потряс олимпийца мощной ударом. У Йоки открылось рассечение. К концу 10-ти раундов Такам и вовсе заставил фаворита бегать от него по рингу. Несмотря на усталость, ветеран раз за разом заряжался в каждый удар - что-то доходило до цели, что-то было мимо... Тогда как от Йоки лишь одна пассивность. Итог: один судья увидел победу Тони 96—94, но вот двое других были логичны, выставив счет в пользу Карлоса - дважды 96—94. Стоит отметить, что счет первого судьи не соответствует происходившему на ринге.
В сентябре 2023 года сменил лагерь подготовки и главного тренера. Вместо американского тренера Верджила Хантера и лагеря в США стал работать с тренером Доном Чарльзом в Лондон известным по работе чемпионом мира Даниелем Дюбуа.

### Бой с Риадом Мерхи
9 декабря 2023 года вернулся на ринг в Париже против бывшего регулярного чемпиона WBA в крузервейте Риада Мерхи (31-2). Несмотря на смену тренера и тренировочного лагеря не смог победить оппонента и снова проиграл по очкам. В течение всего боя Йока постоянно пропускал более агрессивного, но уступающего ему в габаритах оппонента на среднюю и ближнюю дистанцию. Рияд как нельзя лучше использовал эти моменты, чтобы забирать раунды в глазах судей. Несмотря на то, что Йока был физически лучше готов чем в боях с Баколе и Такамом, ему не удалось справиться с непонятной пассивностью в бою. Итог боя раздельное решение: 94—96, 96—94 - дважды в пользу гостя.

### Восстановительные поединки
27 июля 2024 года в пригороде Лондона (Великобритания) вернулся на ринг в вечере малоизвестного промоутера против Амина Бусэтты у которого на момент боя было 15-ть поражений при 6 поражениях подряд. Йока доминировал в ринге — угол Бусэтты в 4-м раунде выбросил полотенце в знак капитуляции. 
7 сентября 2024 года в Суиндоне (Великобритания) снова вышел на ринг против клубного бойца Ламу Григгса (3-8-1, 0 КО). Бой закончился в середине 2-го раунда, когда рефери надело смтреть на односторонний поединок. В сентябре 2024 года подписал контракт с топовым британским промоутером Фрэнком Уорреном (Queensberry Promotions).

### Бой с Арсланом Яллыевым
17 мая 2025 года в Париже (Франция) встретился с небитым 28-летним Арсланом Яллыевым (16-0, 10 КО). Йока сделал ставку на классический бокс, был активней. Яллыев работал вторым номером, но бил сильней. В начале 5-го раунда Йока пропустил увесистый апперкот и Арслан повернул бой в свою сторону. Йока был потрясен и пассивен. После 8-и раундов Йока был впреди по точным ударам (85-71), но удары Яллыева были более мощными и заметными. К концу боя Йока устал, выплюнул капу давая себе передышку. Счёт домашних судей: 96—94, 97—93, 98—92  в пользу Йоки. Спорное решение.

## Таблица профессиональных поединков
В таблице перечислены результаты всех поединков боксёров.
В каждой строке указан результат поединка. Дополнительно номер поединка обозначен цветом, который обозначает итог поединка. Расшифровка обозначений и цветов представлена в нижеследующей таблице.
| Пример | Расшифровка                     |
| ------ | ------------------------------- |
|        | Победа                          |
|        | Ничья                           |
|        | Поражение                       |
|        | Планируемый поединок            |
|        | Поединок признан несостоявшимся |
| КО     | Нокаут                          |
| ТКО    | Технический нокаут              |
| PTS    | Решение судей (по очкам)        |
| UD     | Единогласное решение судей      |
| MD     | Решение большинства судей       |
| SD     | Раздельное решение судей        |
| RTD    | Отказ от продолжения боя        |
| DQ     | Дисквалификация                 |
| NC     | Поединок признан несостоявшимся |

| 17 поединков, 14 побед (11 нокаутом), 3 поражения. | 17 поединков, 14 побед (11 нокаутом), 3 поражения. | 17 поединков, 14 побед (11 нокаутом), 3 поражения. | 17 поединков, 14 побед (11 нокаутом), 3 поражения. | 17 поединков, 14 побед (11 нокаутом), 3 поражения. | 17 поединков, 14 побед (11 нокаутом), 3 поражения. | 17 поединков, 14 побед (11 нокаутом), 3 поражения.                        |
| Бой                                                | Рекорд                                             | Дата боя                                           | Соперник                                           | Место проведения боя                               | Раундов, время                                     | Дополнительно                                                             |
| -------------------------------------------------- | -------------------------------------------------- | -------------------------------------------------- | -------------------------------------------------- | -------------------------------------------------- | -------------------------------------------------- | ------------------------------------------------------------------------- |
| 17                                                 | 14-3                                               | 17 мая 2025                                        | Арслан Яллыев (16-0)                               | Adidas Arena, Париж, Франция                       | UD 10 (10)                                         | Счёт судей: 96-94, 97-93, 98-92.                                          |
| 16                                                 | 13-3                                               | 7 сентября 2024                                    | Лама Григгс (3-7-1)                                | MECA, цирк Риджент, Суиндон, Великобритания        | ТКО 2 (6)                                          |                                                                           |
| 15                                                 | 12-3                                               | 27 июля 2024                                       | Амин Буссета (8-15)                                | Центр отдыха Толворта, Толворт, Великобритания     | ТКО 4 (8)                                          |                                                                           |
| 14                                                 | 11-3                                               | 9 декабря 2023                                     | Риад Мерхи (31-2)                                  | Стадион «Ролан Гаррос», Париж, Франция             | SD 10 (10)                                         | Счёт судей: 96-94, 94-96 (дважды).                                        |
| 13                                                 | 11-2                                               | 11 марта 2023                                      | Карлос Такам (39-7-1)                              | «Зенит Париж», Париж, Франция                      | SD 10 (10)                                         | Счёт судей: 96-94, 94-96 (дважды).                                        |
| 12                                                 | 11-1                                               | 14 мая 2022                                        | Мартин Баколе Илунга (17-1)                        | Аккорхотелс Арена, Париж, Франция                  | MD 10 (10)                                         | Счёт судей: 94-94, 93-95, 92-96. Йока в нокдауне в 1-м и 5-м раундах.     |
| 11                                                 | 11-0                                               | 10 сентября 2021                                   | Петар Милаш (15-0)                                 | Стадион Ролан Гаррос, Париж, Франция               | TKO 7 (10)                                         |                                                                           |
| 10                                                 | 10-0                                               | 5 марта 2021                                       | Джоэл Тамбве Джеко (17-2-1)                        | H Arena, Нант, Атлантическая Луара, Франция        | TKO 12 (12)                                        | Завоевал вакантный титул чемпиона Евросоюза по версии EBU в тяжёлом весе. |
| 9                                                  | 9-0                                                | 27 ноября 2020                                     | Кристиан Хаммер (25-6)                             | H Arena, Нант, Атлантическая Луара, Франция        | UD 10 (10)                                         | Счёт судей: 100-89 (трижды).                                              |
| 8                                                  | 8-0                                                | 25 сентября 2020                                   | Жоан Дюопа (38-5)                                  | La Defense Arena, Нантер, О-де-Сен, Франция        | TKO 1 (12)                                         |                                                                           |
| 7                                                  | 7-0                                                | 28 сентября 2019                                   | Михаэль Валлиш (20-2)                              | H Arena, Нант, Атлантическая Луара, Франция        | TKO 3 (10), 1:17                                   |                                                                           |
| 6                                                  | 6-0                                                | 13 июля 2019                                       | Александр Димитренко (41-5)                        | Azur Arena, Антиб, Франция                         | TKO 3 (10), 1:27                                   |                                                                           |
| 5                                                  | 5-0                                                | 23 июня 2018                                       | Дэвид Аллен (13-3-2)                               | Palais des Sports, Париж, Франция                  | TKO 10 (10), 0:43                                  |                                                                           |
| 4                                                  | 4-0                                                | 7 апреля 2018                                      | Кирил Леонет (13-9-3)                              | Palais des Sports, Париж, Франция                  | TKO 5 (10), 2:21                                   |                                                                           |
| 3                                                  | 3-0                                                | 16 декабря 2017                                    | Али Бэгхауз (10-1-1)                               | La Seine Musicale, Булонь-Бийанкур, Франция        | TKO 2 (8), 1:04                                    |                                                                           |
| 2                                                  | 2-0                                                | 14 октября 2017                                    | Джонатан Райс (7-2-1)                              | «Зенит Париж», Париж, Франция                      | UD 6 (6)                                           | Счёт судей: 60-54, 59-56, 58-56.                                          |
| 1                                                  | 1-0                                                | 2 июня 2017                                        | Трэвис Кларк (12-0)                                | Palais des Sports, Париж, Франция                  | KO 2 (6), 2:01                                     | Дебют в профессиональном боксе.                                           |

## Личная жизнь
В конце августа 2016 года, после завоевания олимпийских медалей Тони Йока и его соотечественница также Олимпийская чемпионка Эстель Моссели объявили миру об их предстоящей свадьбе.
Но в конце октября 2021 года Тони Йока объявил о своём разводе Эстель Моссели.

## Награды и звания
30 ноября 2016 года было присвоено звание кавалера ордена Почётного легиона.